# Jaunjelgavas pagasts
Jaunjelgavas pagasts er en territorial enhed i Jaunjelgavas novads i Letland. Pagasten etableredes i 1957, havde 117 indbyggere i 2010 og omfatter et areal på 5,08 kvadratkilometer. Hovedbyen i pagasten er Jaunjelgava.